# Mark Malone
Mark M. Malone (El Cajon, 22 novembre 1958) è un ex giocatore di football americano statunitense che ha militato nel ruolo di quarterback nella National Football League (NFL).

## Carriera
Malone fu scelto come ventottesimo assoluto nel Draft NFL 1980 dai Pittsburgh Steelers. Rimase Otto stagioni con gli Steelers (1980–1987), lasciandoli con quello che all'epoca era il loro quarto miglior risultato per yard passate, 8.582. Tra le cose migliori fatte con gli Steelers l'avere inflitto ai futuri vincitori del Super Bowl dei 49ers la loro unica sconfitta della stagione 1984 e l'avere guidato il club alla finale di conference nello stesso anno contro i Miami Dolphins. Fu scambiato il 12 aprile 1988 con i San Diego Chargers per la sua unica stagione completa nella NFL. Disputò un'ultima partita nel 1989 tra le file dei New York Jets. In carriera Malone passò 10.175 e 60 touchdown, oltre a 18 marcature su corsa. Fece registrare anche una ricezione in carriera, su un passaggio da touchdown da 90 yard contro i Seattle Seahawks, un record di franchigia che rimase imbattuto finché Mike Wallace segnò da 95 yard su ricezione contro gli Arizona Cardinals nel 2011. (JuJu Smith-Schuster attualmente detiene il record con touchdown da 97 yard contro i Detroit Lions nel 2017.) Ad ogni modo la carriera di Malone fu segnata da diversi gravi infortuni.
Un articolo del settembre 1987 su Sports Illustrated raccontò dell'infortunio subito contro Seattle mentre giocava come ricevitore che gli fece perdere l'intera stagione 1982. Nel 1985 giocò come titolare solo metà stagione a causa di vari infortuni e saltò due gare a metà della stagione 1986 a causa di un problema al pollice della mano utilizzata per lanciare.
Tra le sue gare degne di nota vi furono quella in cui divenne il primo quarterback della storia degli Steelers a completare l'80% dei suoi passaggi (minimo 20 tentativi) contro San Diego il 25 novembre 1984 (18 passaggi completi su 22 tentativi, 253 yard, 4 touchdown, 1 intercetto); quella in cui fu premiato come giocatore offensivo della AFC della settimana nel debutto del 1985 contro Indianapolis (21 completi su 30 tentativi per 287 yard, 5 touchdown passati e uno su corsa) pareggiando il record di Pittsburgh di Terry Bradshaw per passaggi da touchdown in una partita; quella in cui passò un primato personale di 374 yard con 3 touchdown contro Cincinnati il 30 settembre 1985; quella in cui partì come titolare nella gara in cui Pittsburgh divenne la prima formazione in trasferta a battere i Denver Broncos nei playoff, guidando la squadra alla vittoria in rimonta per 24–17 nel divisional round del 30 dicembre 1984; quella in cui colse l'ultima vittoria come titolare in carriera proprio contro Pittsburgh, completando 17 passaggi 24, con un touchdown passato e uno su corsa nel 20-14 di San Diego l'11 dicembre 1988; quella in cui stabilì un record dei playoff per gli Steelers (poi battuto da Neil O'Donnell e Tommy Maddox) per yard passate con 336 nella finale di conference della stagione 1984 (completando 20 passaggi su 36 con 3 touchdown e 3 intercetti).